# Guindaleza

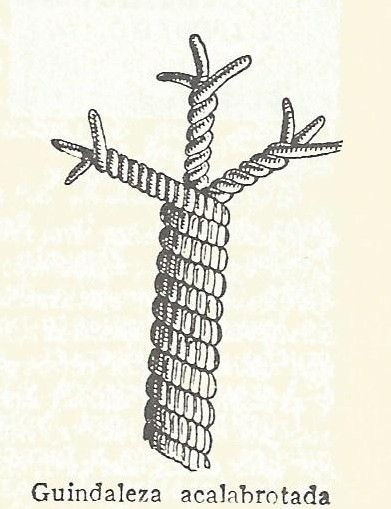
Guindaleza acalabrotada.

En náutica, la guindaleza es un cabo que tiene de 0,116 m a 0,255 m (de 5" a 11") y está colchado al derecho de circunferencia. Está compuesto de tres cordones, tomando el nombre de guindaleza de cuatro o más cordones, según el número de los que la forman.
En cordelería, se usa la voz colchar en lugar de torcer y se dice que un cabo tiene buena colcha o que está bien colchado cuando está bien torcido. Se llama también colcha la huella que deja en un cabo el cordón que se deslía. Los cabos que están colchados de derecha a izquierda, se dice que están colchados al derecho o que tienen colcha de guindaleza y los que están colchados de izquierda a derecha, que lo están al revés a que la tienen de calabrote. 
Las guindalezas de cuatro cordones, suelen colcharse sobre otro que se llama alma. Este cordón aumenta la fuerza del cabo, sin aumentar proporcionalmente su grueso pues recoge mucha humedad porque está flojo o poco colchado y como no le da el aire, la conserva mucho tiempo y se pudre. 